# Парађери (Козенца)
Парађери је насеље у Италији у округу Козенца, региону Калабрија.
Према процени из 2011. у насељу је живело 407 становника. Насеље се налази на надморској висини од 563 м.